# Грабово (Мукачівський район)
Грабово — село в Кольчинській селищній громаді Мукачівського району Закарпатської області України.
Село розташоване приблизно за 40 кілометрів на схід від словацького кордону. 

## Історія
Перша згадка про село — 1604 рік.
Русинська частина села була заснована на початку 17-го століття шляхетною родинию Szidor і в 1649 році нараховувала 31 кріпаків.
В 1711 р. село пограбували шведи, і більша частина кріпаків його покинули. З часом Русини заселили село знову.
Графська фамілія Шенборн побудувала тут нову молочну ферму та суміжні будівлі.
Так що німецькі колоністи з Богемії після прибуття сюди знайшли вже не дикий буковий ліс, а цілком придатні для проживання гірські землі на околиці села (600 м н.р.м.).
Землі, які раніше вже були посівними й заселеними, через війни, пограбування, хвороби стали знову запустошеними і деякі з них знову заросли. І коли колоністи прибули, то отримали від уряду ділянку землі, яку вони повинні були очистити від лісу та чагарників. Зрубані стовбури дерев вони могли використовувати, щоб побудувати собі будинки. В адміністрації області колоністам були дані стимули, але їхню долю пом'якшили вони мало.
До 1880 року вісім з переселених сімей покинули село, щоб емігрувати в Америку. Колонія вижила тільки тому, що богемські німці з району Стрий (Галичина), де умови життя були не кращими, переїхали в Грабово.
У жителів німецької колонії була своя церква, де пастор приходив тільки один раз на рік, діти німецьких колоністів, яких з кожним роком ставало все менше і менше, вчились в німецькомовній школі, яка була створена німецьким культурним об'єднанням DKV.
6 березня 1946 року всіх німців села Грабово було депортовано в Сибір.

## Присілки
Міклош
Міклош - колишнє село в Україні, в Закарпатській області.
Обєднане з селом Грабово
Згадки:  1600: Miklósfalva

## Храми
Церква св. пр. Іллі, 1910 р.
У XVII ст. у Грабові була парохія. У 1733 р. за священика Василя Левицького згадують дерев'яну церкву св. Михайла з двома дзвонами. Востаннє дерев'яну церкву в селі згадують у чеському путівнику 1923 року.
Теперішня церква є типовою мурованою базилікою. Над входом вказано дату спорудження — 1910 рік (можливо, початок робіт). Після спорудження інтер'єр храму побілили, а досить неякісне малювання виконали аж у 1992—1993 роках.
У 1988 році проведено зовнішній ремонт. Свічники до церкви зробив Петро Копач. Його остання робота — підставка-аналой, яку він зробив перед смертю 1997 року в 95-річному віці. Гарно різьблений іконостас містить ікони добротного малювання.
Біля церкви — дзвіниця з двома дзвонами. Напис на одному повідомляє, що дзвін купив Михайло Бабиля в 1890 р. за священика Кирила Раковського, старости Василя Соскиди та куратора Андрія Аучана. Фриз у верхній частині дзвона містить напис по-німецьки: «Leib und Sonne Landestreu».

Римо-католицький храм збудований німцями, що заселяли частину села, можливо, наприкінці XIX ст. Стіни були з вальків (саману), дах і вежа з конічним завершенням, дерев'яні, вкриті ґонтом. Як і багато інших католицьких храмів, закритий на поч. 1970-х рр.

## Туристичні цікавинки
Неподалік села є печера опришків у Чорному лісі.
Біля Грабово на території сільської ради донедавна функціонував санаторій «Солені Млаки» з лікувальною водою, який, на жаль, наразі не діє. Див. також Джерело № 1 (Грабово).
Наявний андезитовий кар'єр.

## Географія
На північно-західній стороні від села річка Ламованя впадає у річку Визницю.

## Населення
Згідно з переписом УРСР 1989 року чисельність наявного населення села становила 176 осіб, з яких 77 чоловіків та 99 жінок.
За переписом населення України 2001 року в селі мешкало 145 осіб.

## Особистості
Кичеря Валентин - Герой України, учасник російсько-української війни.

### Мова
Розподіл населення за рідною мовою за даними перепису 2001 року:
| Мова       | Відсоток |
| ---------- | -------- |
| українська | 99,32 %  |
| угорська   | 0,68 %   |

## Туристичні місця
- Графська родина Шенборн побудувала тут нову молочну ферму та суміжні будівлі.
- андезитовий кар'єр.
- печера опришків у Чорному лісі.
- руїни католицького храму
-  Джерело № 1 (Грабово).
- санаторій «Солені Млаки» з лікувальною водою 
- залишки німецької колонії